# 贝内斯特罗夫
贝内斯特罗夫（法語：Bénestroff，法語發音：[benɛstʁɔf]）是法国摩泽尔省的一个市镇，属于萨尔堡-萨兰堡区。

## 地理
贝内斯特罗夫（48°54'16"N, 6°45'34"E）面积9.56 平方千米，位于法国大東部大區摩泽尔省，该省份为法国东北部内陆省份，是洛林的一部分，西南接默尔特-摩泽尔省，东临下莱茵省，北与卢森堡和德国接壤。
与贝内斯特罗夫接壤的市镇（或旧市镇、城区）包括：布加尔特罗夫、盖布兰、利德勒赞、马里蒙-莱贝内斯特罗夫、罗达尔布、瓦勒-莱贝内斯特罗夫、维尔曼。

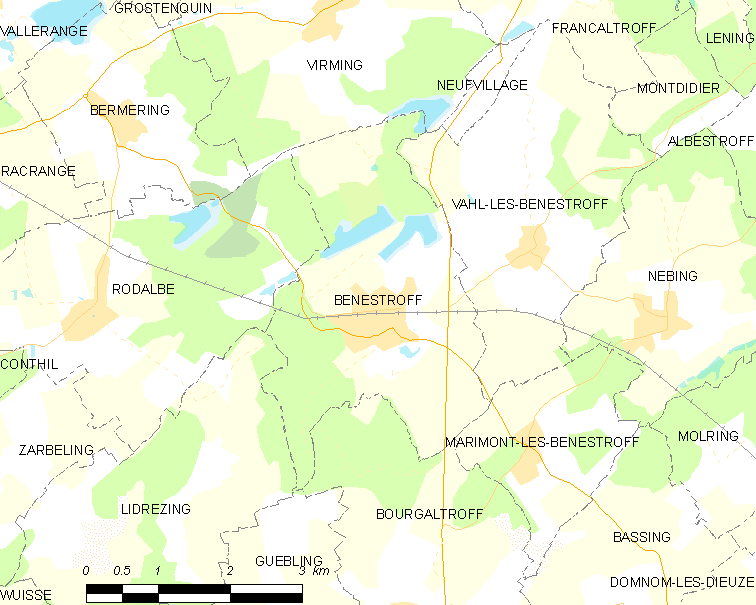
贝内斯特罗夫的OSM定位图

贝内斯特罗夫的时区为UTC+01:00、UTC+02:00（夏令时）。

## 行政
贝内斯特罗夫的邮政编码为57670，INSEE市镇编码为57060。

## 政治
贝内斯特罗夫所属的省级选区为索努瓦县。

## 人口

1962-2008年间贝内斯特罗夫人口变化图示

贝内斯特罗夫于2022年1月1日时的人口数量为518人。